# Gerhard Müller (RAF-Mitglied)
Gerhard Müller (* 1948 in Sachsen; † vor März 2007 ?) war ein deutscher Terrorist der ersten Generation der Rote Armee Fraktion (RAF). 1975 wurde er zu einer Freiheitsstrafe von zehn Jahren verurteilt. Er soll vor 2007 verstorben sein.

## Leben
Gerhard Müller wuchs zunächst in Sachsen auf und siedelte 1955 mit seinen Eltern von der DDR in die Bundesrepublik Deutschland über. Er brach seine Lehre als Fernmeldetechniker ab und lebte einige Zeit von Gelegenheitsarbeiten. Wegen mehrerer Delikte wurde er zu einer Jugendstrafe von einem Jahr verurteilt. Dabei kam er mit der Studentenbewegung in Kontakt und schloss sich dem Heidelberger Sozialistischen Patientenkollektiv (SPK) an. Darüber wurde er 1971 Mitglied der Terrororganisation RAF.
Müller war an vielen Terroranschlägen der RAF beteiligt, bis er am 15. Juni 1972 zusammen mit Ulrike Meinhof in Langenhagen bei Hannover festgenommen wurde. Müller war der Polizei durch einen Einbruchdiebstahl und als Strichjunge bekannt. Fritz Rodewald hatte an jenem Tag die Polizei darauf hingewiesen, dass er fürchte, Leute der RAF wollten in seiner Wohnung übernachten. Eine mutmaßliche „Quartiermacherin“ der RAF wollte die Wohnung mieten und suchte eine Unterkunft für Meinhof. Polizeibeamte in Zivil prüften das Haus auf Observationsmöglichkeiten, als sie zwei unbekannte Leute bemerkten, die den Hauswart nach der Wohnung von Fritz Rodewald fragten. Sie verfolgten einen der beiden zu einer nahen Telefonzelle und nahmen ihn dort fest. Es stellte sich heraus, dass es sich um den gesuchten Gerhard Müller handelte, der auch bewaffnet war. 
Der schwerstwiegende Vorwurf waren die tödlichen Schüsse auf den Polizisten Norbert Schmid. Die Beweislage gegen Müller schien erdrückend; mehrere Zeugen, unter anderem die Aussagen des Kollegen Schmids, sprachen gegen ihn. Doch die Anklage wegen Mordes wurde fallengelassen und Müller trat im Stammheim-Prozess als eine Art Kronzeuge der Bundesanwaltschaft im Jahr 1975 auf. Seine Aussagen waren die wichtigste Säule in den Prozessen gegen die RAF-Terroristen der ersten Generation. Er selbst wurde 1976 zu zehn Jahren Haft verurteilt und nach sechseinhalb Jahren im Februar 1979 vorzeitig entlassen. Er erhielt vermutlich durch die Aufnahme in ein Zeugenschutzprogramm eine neue Identität. Nach Aussage seiner früheren Strafverteidigerin Leonore Gottschalk-Solger vom März 2007 soll Müller tot sein, vermutlich durch Suizid.